# Wagner Lamounier
Wagner Moura Lamounier, también conocido como Antichrist, es un músico, economista y profesor universitario brasileño, reconocido por haber sido el cantante y líder de la banda de thrash metal Sarcófago, así como el primer vocalista de Sepultura.
Nació en la ciudad de Belo Horizonte, la capital del estado de Minas Gerais, al sureste de Brasil. Su cumpleaños es el 30 de abril de 1970. Se ganó su fama por la enorme influencia que tuvo su banda en, pero también por su personalidad sumamente conflictiva y polémica dentro de la escena de Belo Horizonte.

## Carrera musical
Wagner comenzó su carrera con una breve participación como vocalista en la banda Sepultura, por aproximadamente un año, sin llegar a tomar parte en ninguna de sus grabaciones, aunque contribuyó a la letra de la canción Antichrist (incluida en el EP titulado Bestial Devastation), de donde tomaría su alias. Este se iría en ma los términos de la banda de los hermanos Cavalera, pero ese odio se acrecento aun más cuando estos pusieron su canción en su primer EP.
Tras su salida de Sepultura en el año 1985, Wagner se unió a la banda Sarcófago que había sido fundada años antes por los hermanos Zebber "Butcher" y Eduardo "DD Crazy" (contrario a la creencia popular de que la banda fue fundada por Wagner). Sarcofago tomaria un sonido similar al de Sepultura y las demás bandas de aquella escena, pero con el uso del Blast Beat de DD Crazy y los guturales y gritos rasposos de Wagner. Estos elemtnos que implementó en su nueva banda actualmente son considerados una influencia decisiva en el desarrollo del death metal y el black metal, debido a lo cual se le ha considerado como uno de los padres del metal extremo. 
En 1987 publicarian su álbum más aclamado, I.N.R.I., el cual generaria un antes y un después en el Metal Extremo. Sin embargo, era tal los problemas que causaban Wagner, DD Crazy, Butcher y Gerald "Incubus" Minelli que los padres de los integrantes se vieron obligados a intervenir en la banda, obligando a los chicos a separarse. Lamounier se trasladó a Uberlândia para estudiar ciencias económicas, mientras que los miembros Butcher y su hermano D.D. Crazy dejaron el grupo. Esto hizo que Wagner se dedique durante este tiempo a aprender a tocar la guitarra.
En 1988 fue cofundador de Cirrhosis, banda brasileña de death metal, mientras sucedida la pausa de Sarcofago, pero rápidamente abandonó la banda. Tras su vuelta en el 1989 (esta vez sin los hermanos), Sarcofago lanza el EP Rotting, destacandose por ser menos agresivo a simple vista que su predecesor (esto debido a los ritmos del baterista Manoel "Joker"), con el que la banda tendría una tendencia para subgéneros como el Crossover thrash. También habría un cambio en lo estético, pues la clásica vestimenta de la banda con brazaletes con pinchos y maquillaje sería abandonada pues le era incómodo a sus integrantes a la hora de tocar. Al ya tener conocimientos en un instrumento, Wagner compondria muchos Riffs del EP.
En 2000 decide suspender su carrera musical para dedicarse a la vida universitaria, lo que supuso el fin de Sarcófago. Actualmente tiene una banda no profesional de crossover thrash llamada Komando Kaos, la cual considera solamente un hobby.

## Carrera académica
Lamounier es doctor en Economía por la Universidad Federal de Viçosa y actualmente es profesor y orientador de la Maestría en Ciencias Contables en la Universidad Federal de Minas Gerais. Ha publicado diversos artículos en periódicos especializados y participado en varios congresos nacionales e internacionales de economía y finanzas. Es especialista, entre otros rubros, en mercado de capitales, demostraciones financieras y agronegocios.

## Discografía con Sarcófago

### Álbumes
- I.N.R.I - 1987
- Rotting - 1989
- The Laws of Scourge - 1991
- Hate - 1994
- The Worst - 1997
- Nights in Hell - 2001
- Lust For Death - 2004

### EP
- Crush, Kill, Destroy - 1992
- Crust - 2000

### Splits
- Warfare Noise I - 1986 (con Chakal, Holocausto y Mutilator)

### Recopilatorios
- Decade of Decay - 1995
- Satanic Christ's - 2005
- Die Hard - 2015

### Demos
- Satanic Lust - 1986
- The Black Vomit - 1986
- Christ's Death - 1987

- Datos: Q3051253